# 史考特·韓

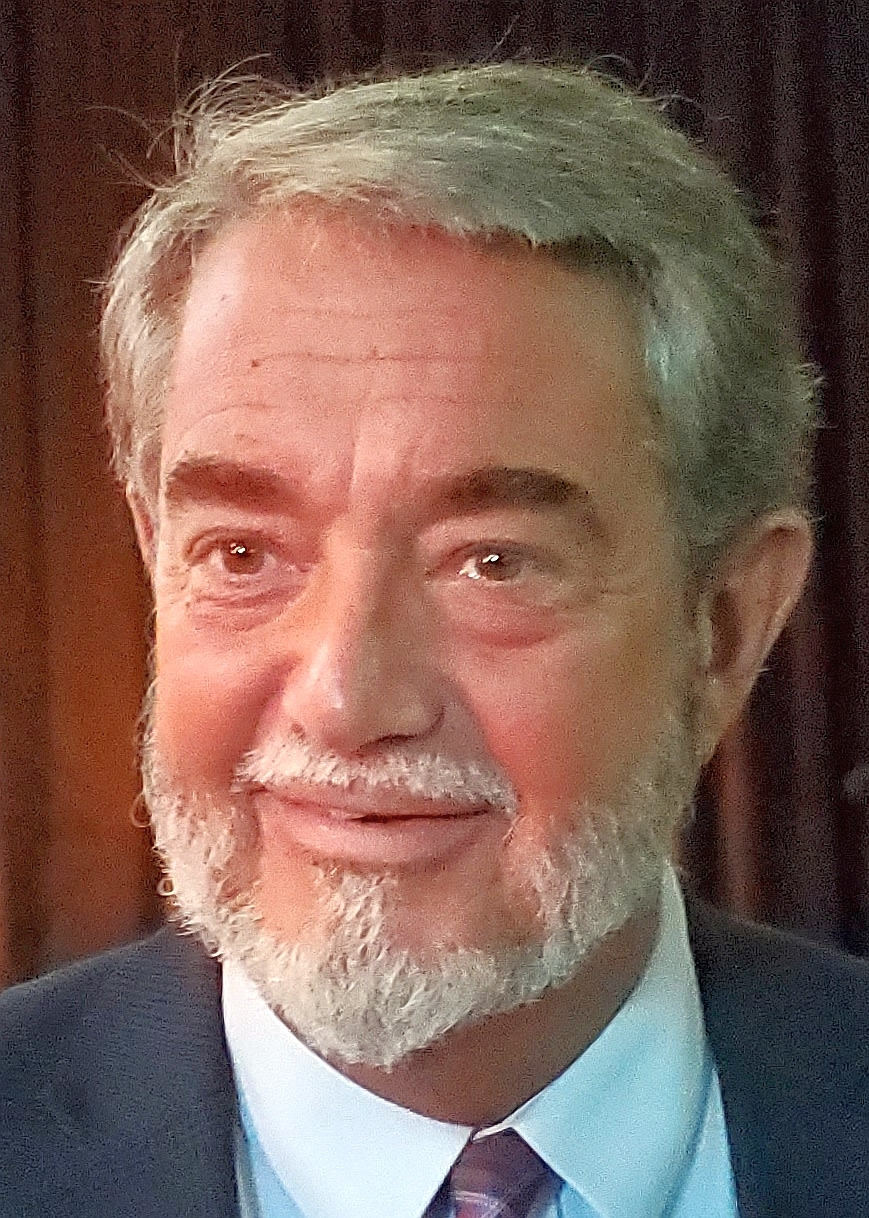

史考特·韓（英語：Scott W. Hahn，1957年10月28日—）為一位美國籍天主教平信徒神學家，主業團成員，作家以及教授。他原為長老宗信徒及牧師，後來在神學研究的過程中受到感召而改宗羅馬天主教，並與受其影響也改宗的妻子金柏莉將這段經歷合著成書《甜蜜的家－羅馬》。他的神學研究專攻初期基督教以及教父思想，現任教於美國斯托本維爾的方濟各大學。

## 學歷
史考特·韓在1979年從賓夕法尼亞州的格若市大學畢業，獲得神學、哲學和經濟學三學士學位。之後則在高登-康威爾神學院攻讀神學碩士，並在1982年以最高榮譽畢業。1995年5月，他獲得馬凱特大學系統神學的博士學位。